# Izagre
Izagre település Spanyolországban, León tartományban. Lakosainak száma 137 fő (2024).

## Földrajza
Izagre Matanza de los Oteros, Mayorga, Valverde-Enrique, Joarilla de las Matas, Monasterio de Vega és Saelices de Mayorga községekkel határos.

## Népesség
A település lakosságának változását az alábbi diagram mutatja:
| Lakosok száma | 261  | 226  | 201  | 210  | 204  | 193  | 179  | 159  | 146  | 137  |
|               | 2001 | 2004 | 2007 | 2009 | 2012 | 2014 | 2017 | 2019 | 2022 | 2024 |